# Estils pompeians

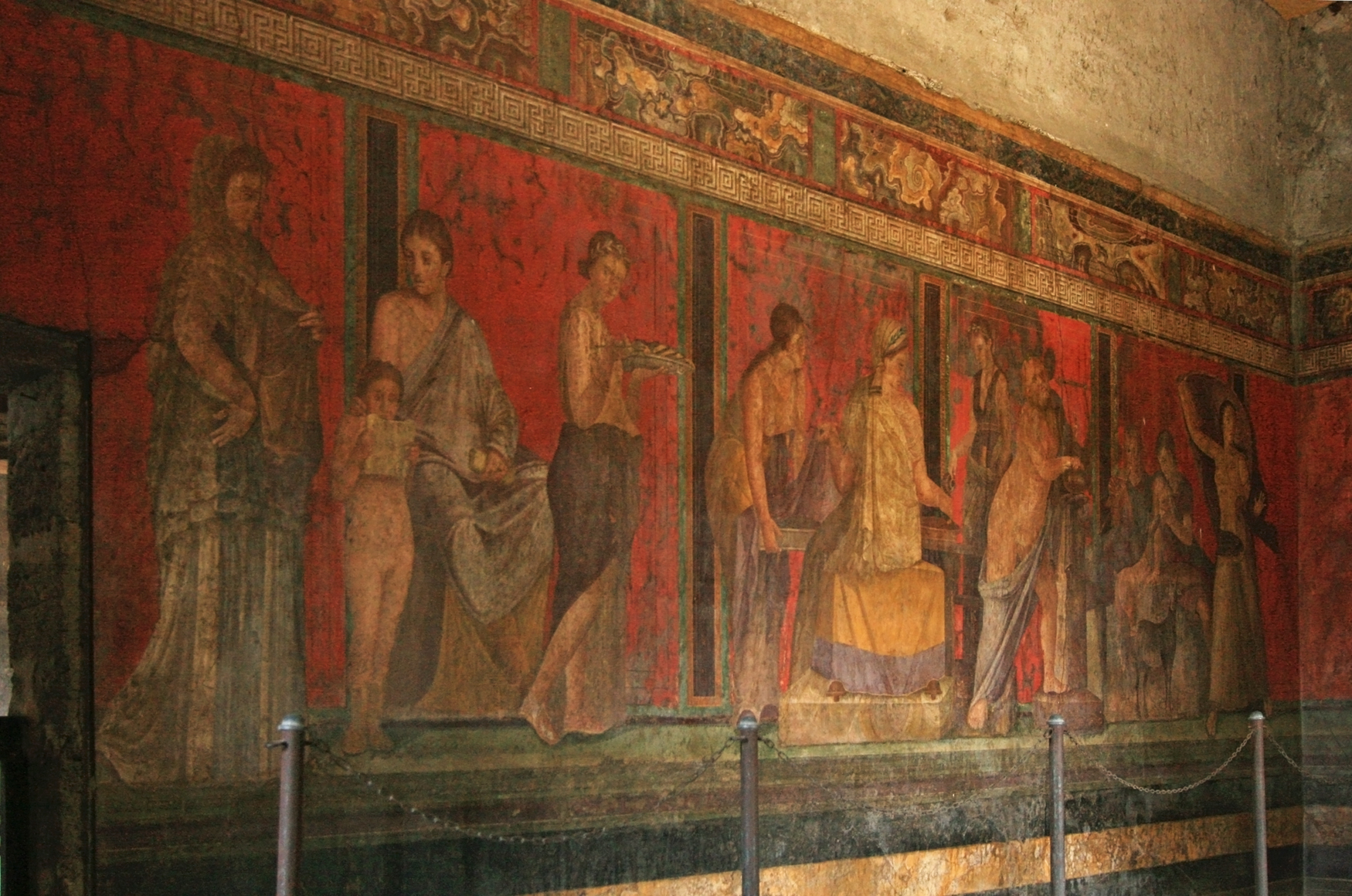
Pintura mural del segon estil pompeià a la vil·la dels Misteris

Els estils pompeians són els referits a la pintura de les parets de les cases de Pompeia del període comprès entre el final del segle ii aC i l'any 79 de la nostra era i, en general, són extensibles a tota la pintura mural romana d'aquella època.
Les pintures pompeianes eren fetes al fresc, al tremp i al foc.
- La pintura al fresc es feia sobre un arrebossat de calç fresca amb colors molts i diluïts en aigua.
- La pintura al tremp es feia diluint els colors en dissolvents enganxosos i gomosos, amb rovell d'ou i cera.
- La pintura al foc o encàustica, en canvi, s'obtenia amb colors barrejats amb cera.

## Història
L'historiador i arqueòleg alemany August Mau va classificar la pintura pompeiana en quatre estils basant-se en el tractament que Vitruvi feia de la pintura en el llibre VII del seu De Architectura.
Vitruvi, de fet, cita, per aquest ordre, la incrustació marmòria, i després un estil que ens és desconegut, amb «cornises i requadres en groc ocre», combinats de diversa manera. L'estil següent és una imitació de vistes d'edificis, columnes i frontons voladissos i, als espais més grans, d'exedres on es representaven senceres escenes figurades, tràgiques, còmiques o satíriques; als passadissos, en canvi, s'utilitzaven detalls paisatgístics (ports de mar, promontoris, costes, rius, fonts, edificis, bosquets, muntanyes, pastors amb ramats...). Finalment cita les «megalografies» (d'un tema determinat), amb simulacres de divinitats, faules mitològiques, guerres troianes o viatges d'Ulisses.

## Primer estil

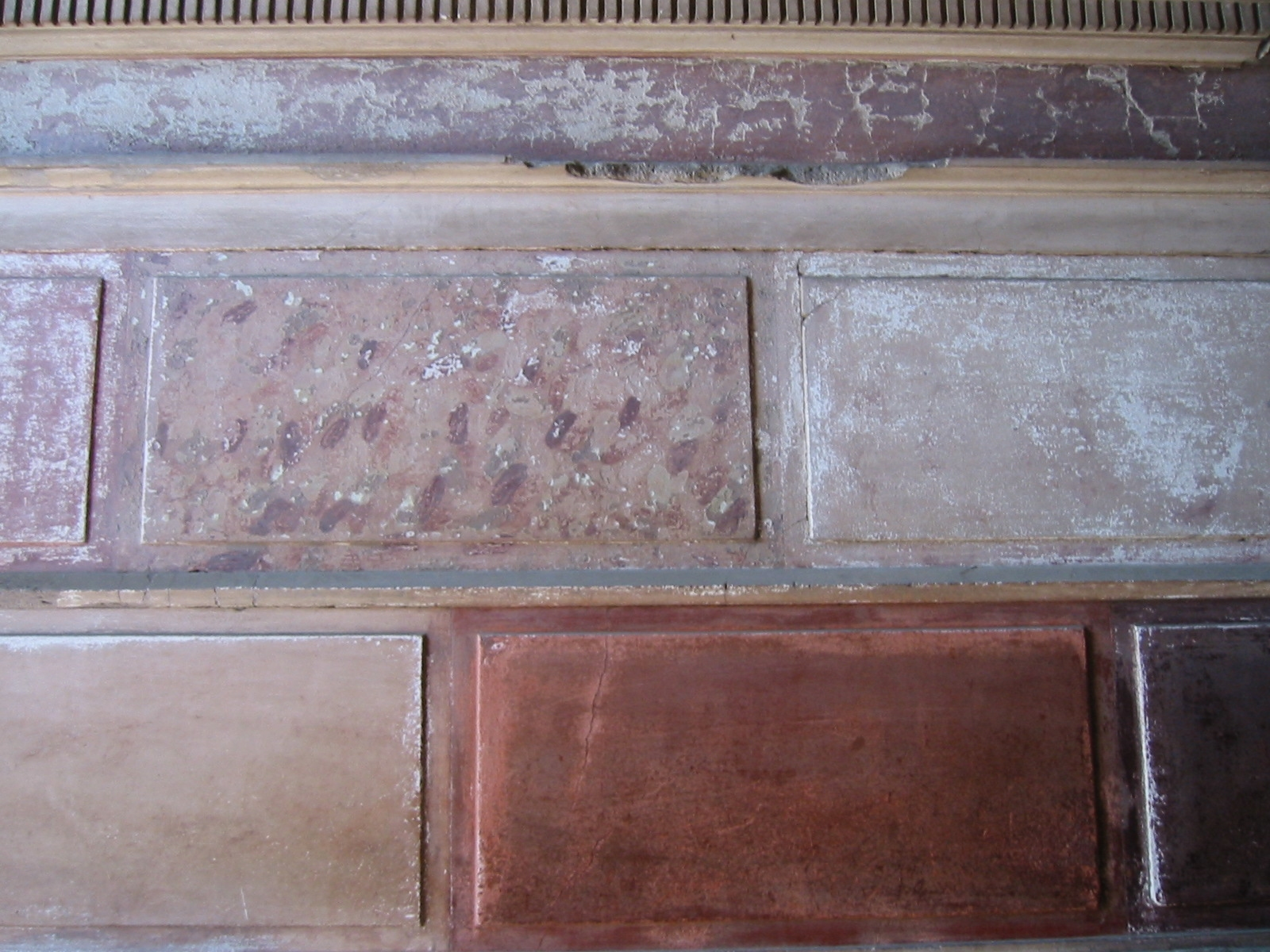
Exemple del primer estil a Herculà

El primer estil pompeià, anomenat estil estructural o de la incrustació, abasta el període comprès entre l'època samnita (150 aC) i l'any 80 aC.
Aquesta tècnica pictòrica, que es troba tant als edificis públics com als residencials, imita, utilitzant també en alguns casos elements d'estuc en relleu, el revestiment de les parets en opus quadratum i amb plaques de marbre, anomenat crusta en llatí, d'on prové l'«estil de la incrustació».
Les pintures del primer estil s'articulen, seguint una repetició fixa, en tres zones:
- una faixa superior decorada amb cornises d'estuc sortints;
- una faixa mitjana, també tripartida, pintada predominantment de vermell i negre, però també de color lila o groc verdós, que imita el marbre, el granit o l'alabastre;
- un sòcol, normalment de color groc.

Les pintures d'aquest estil contenen també petits elements arquitectònics, com ara pilastres, per a la divisió vertical de les superfícies.
A Pompeia aquest estil és present a la basílica, al temple de Júpiter, a la casa del Faune i a la casa de Sal·lusti, i a Herculà a la casa Samnita.

## Segon estil

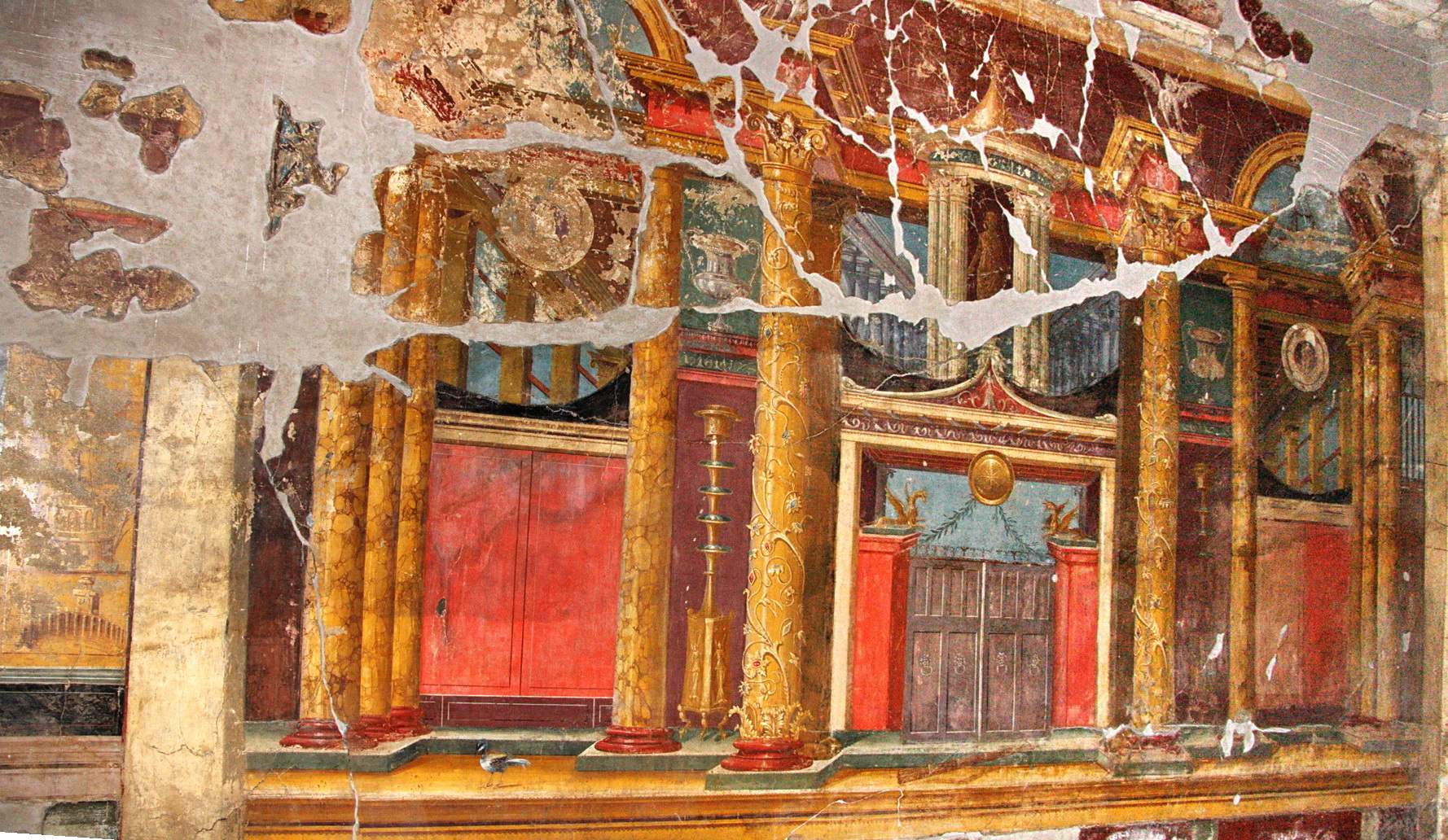
Fresc del triclini de la vil·la Popea a Oplontis, del segon estil

El segon estil pompeià, o estil arquitectònic, abasta el període comprès entre l'any 80 aC i la fi del segle i aC.
En aquest tipus de pintura, els elements com les cornises i els frisos amb pàmpols es comencen a dibuixar en comptes de fer-se amb estuc, en una reinterpretació del que en el primer estil es feia en relleu, amb un hàbil joc d'il·lusions, colors i ombres.
Respecte al primer estil, la innovació, la dona l'efecte de trompe-l'oeil que es crea a les parets, on al lloc del sòcol es pinten en primer pla podis amb columnates, templets i portes ficticis darrere els quals s'obren vistes en perspectiva.
En aquest període va néixer, doncs, la figura del paisatgista que, a Pompeia, pintava els detalls dels jardins, molt demanats pels clients.
També era moda pintar natures mortes amb peces de caça juntament amb verdures i fruites; aquestes representacions s'expliquen pel costum que hi havia d'enviar als amics regals que consistien en aliments crus.
A Pompeia, aquest estil és present a la vil·la dels Misteris i a les cases d'Obel·li Firmus, del Laberint, de les Noces d'Argent o del Criptopòrtic, entre d'altres.
La vil·la Popea, a Oplontis, té la major part de les estances decorades en segon estil, amb interessants mostres de trompe-l'oeil.

## Tercer estil

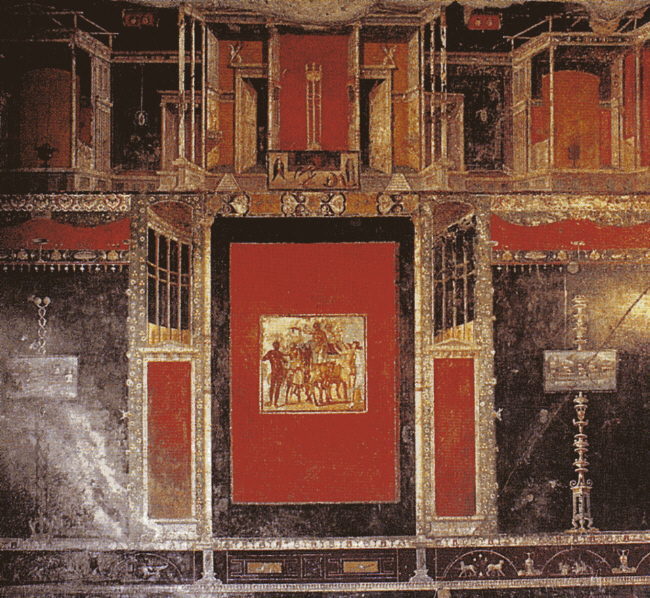
Pintures del tercer estil al tablinum de la casa de Lucreci Frontó

El tercer estil pompeià, o estil ornamental, des del punt de vista cronològic se sobreposa al segon estil i va arribar fins a mitjan segle i, a l'època de Claudi (anys 41-54).
En aquest estil, es va capgirar completament la perspectiva i la tridimensionalitat característiques del precedent i, en canvi, presenta estructures planes amb fons monocroms, majoritàriament foscos, a manera d'entapissats, al centre dels quals es pintaven amb colors clars petits plafons (pínakes), on es representaven escenes de tota mena.
A Pompeia, de plafons pintats d'aquest estil, se'n troben al menjador de la vil·la de la Porta Marina i a la casa de Lucreci Frontó.
Altres exemples d'aquests tipus es troben a Boscotrecase, a la casa d'Agripa Pòstum.

## Quart estil

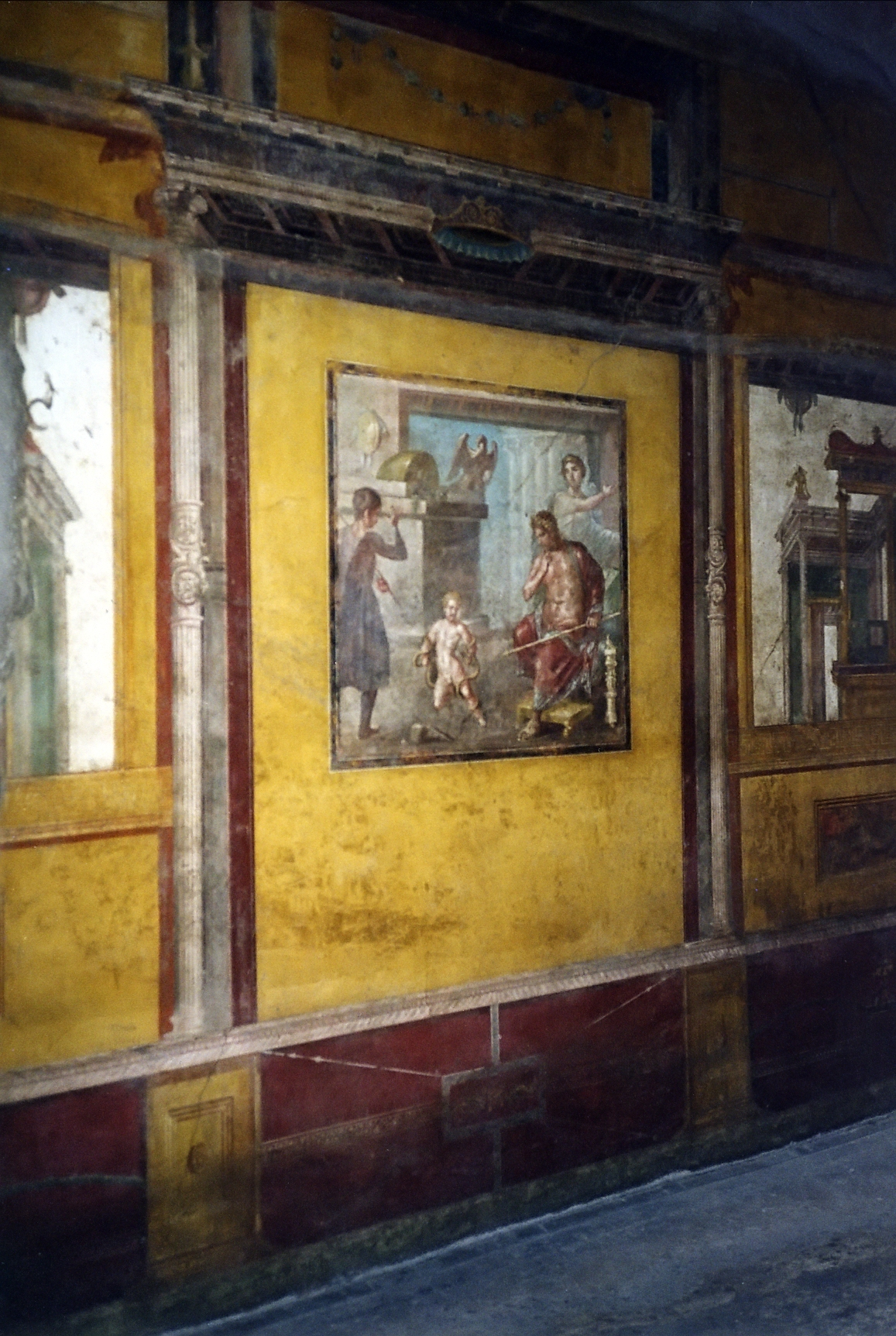
Fresc del quart estil a la casa dels Vetis (Hèrcules infant)

El quart estil pompeià, o de la il·lusió de la perspectiva, s'aferma a l'època de Neró i es distingeix dels altres per la inserció d'arquitectures fantàstiques i de gran vistositat (com a la casa dels Vetis a Pompeia i a la Domus Aurea a Roma).
Una gran part de les vil·les pompeianes es van decorar amb pintures d'aquest estil després de la reconstrucció de la ciutat arran del desastrós terratrèmol que es va abatre sobre Pompeia el 5 de febrer del 62.
El quart estil es caracteritza per un revival d'elements i fórmules decoratives ja experimentats anteriorment: així, tornen a estar de moda les imitacions dels revestiments marmoris, les arquitectures fictícies i els trompe-l'oeil característics del segon estil, però també les ornamentacions amb canelobres, figures alades i pàmpols, característics del tercer.
Exemples pompeians de gran vàlua els trobem altre cop a la casa dels Vetis i a la casa dels Dioscurs, decorats probablement per artistes del mateix taller.
Un altre exemple del quart estil es troba, també a Pompeia, a la casa del Menandre, a l'atri de la qual hi ha valuosos quadrets amb episodis de la Guerra de Troia; un dels més representatius és el de l'encontre de Príam, Menelau i Helena al palau, mentre Àiax persegueix Cassandra, que cerca inútilment ajut al Pal·ladi.